# Egipto (Bogotá)
Egipto es un barrio del oriente de Bogotá perteneciente a las localidades de Santa Fe y La Candelaria. 

## Geografía
Terreno inclinado perteneciente a los Cerros Orientales de Bogotá, mas en concreto a las faldas del Cerro de Guadalupe donde es surcado por la quebrada de San Bruno (afluente del río San Francisco) y el río San Agustín. 

### Límites
| Noroeste: La Concordia (Calle 12) | Norte: La Concordia (Calle 12) | Nordeste: Reserva Cerros Orientales (Calle 10B) |
| Oeste: La Candelaria (Carrera 2)  |                                | Este: San Francisco Rural (Carrera 5 Este)      |
| Suroeste: Belén                   | Sur: El Guavio (Calle 9)       | Sureste: Los Laches (Calle 9)                   |

## Toponimia
El nombre del barrio viene tanto del país afroasiático del Medio Oriente que es Egipto como de la religiosa María de Egipto y la advocación mariana de Nuestra Señora del Destierro y Huida de Egipto (que le daría nombre a su templo), basado en el evangelio de Mateo que refiere de la huida de la familia de Jesucristo a la entonces provincia romana de Egipto al desatar la persecusión por el rey Herodes.

## Historia
Durante gran parte de su existencia el barrio quedó ligado al templo católico al construirse en 1651 que se constituyó como eje de su desarrollo y formó un solo barrio como parroquia territorial desde 1890 hasta su división al crearse las alcaldías de Santa Fe (la parte oriental, alta y nueva junto con la Parroquia) y La Candelaria (la parte occidental, baja y antigua). Durante el virreinato de Juan de Sámano, el militar independentista Hermógenes Maza se escondió de la represión española hasta la llegada de Simón Bolívar en agosto de 1819.
En 1920, el barrio quedaba colindante con el camino que se conocería como Paseo Bolívar, que era por entonces una zona de asentamiento informal. En la década de 1980, la plaza del barrio perdió extensión reduciéndola al entorno de la Iglesia en favor de la construcción de la Avenida Circunvalar, a pesar de la oposición de los residentes de los barrios Egipto, Belén y El Guavio.
Actualmente goza de un plan especial de manejo y protección de carácter patrimonial al estar en el entorno del Centro Histórico de la ciudad. Hasta 2023 en su limite sur existió la Plaza de Mercado Rumichaca.

## Turismo y sitios de interés
- Universidad Externado
- Universidad de la Salle
- Iglesia de Nuestra Señora de Egipto
- Fiesta de los Reyes Magos (anualmente, principios de enero)[6]
- Busto y Casa de Hermógenes Maza (Cl 10 con Avenida Circunvalar esquina, erigido en 1912)[7]

## Rutas SiTP

### Servicios zonales
Hay rutas que paran cerca de la plaza del barrio (Carrera 3 Este Calle 9B) asi como otras calles, pues en horario dominical de ciclovía no se atiende por ese punto.  
- Ruta 120 Bosa San José-Egipto[8]
- Ruta K325[9]-L325[10] Las Brisas-El Dorado
- Ruta A821[11]-L821[12] Estaciones Universidades-Bicentenario
- Ruta H602[13]-L602[14] Galicia-Los Laches